# Hecatòmpedon
L'Hecatòmpedon (grec antic: Ἑκατόμπεδον) també anomenat antic Partenó o Prepartenó constitueix el primer intent per edificar un santuari per a Atena Pàrtenos al lloc on es troba l'actual Partenó d'Atenes.
La construcció va començar poc després de la batalla de Marató (c. 490-488 aC) sobre una immensa plataforma de pedra calcària que s'estenia a la part sud del cim de l'Acròpoli. Aquest edifici va reemplaçar un hekatómpedon (que significa 'que mesura cent peus') i va poder haver estat emplaçat al costat del temple arcaic dedicat a Atena Poliàs.
L'antic Partenó encara s'estava construint quan els perses van saquejar la ciutat el 480 aC i van arrasar l'Acròpoli. L'existència i la destrucció del proto-Partenó va ser coneguda gràcies a Heròdot i al fet que parts de les seves columnes eren visibles clarament, prop de la paret nord de l'Erectèon. Les excavacions de Panagiotis Kavvadias del 1985-90 van revelar encara més proves materials d'aquesta estructura.